# Frederiksted Southeast
Frederiksted Southeast – miasto na Wyspach Dziewiczych Stanów Zjednoczonych; na wyspie Saint Croix; Według danych szacunkowych na rok 2000 liczy około 3 tys. mieszkańców.